# The Grapes of Wrath (novela)
The Grapes of Wrath (1939), traducida como Las uvas de la ira, Viñas de ira y Las viñas de la ira, es una novela escrita por John Steinbeck (1902-1968), por la cual recibió el Premio Pulitzer en 1940. Fue una obra muy polémica en el momento de su publicación y resultó profundamente transgresora en su época. 
Está ambientada en la década de 1930, cuando Estados Unidos sufre una gran crisis económica tras el crac del 29. Describe el proceso por el cual los pequeños productores agrícolas son expulsados de sus tierras por cambios en las condiciones de explotación de las mismas y son obligados a emigrar a California, donde el tipo de agricultura requiere mano de obra durante la cosecha. En concreto, narra las dificultades de la familia Joad en su éxodo desde Oklahoma hacia California en busca de mejores condiciones de vida. Steinbeck exalta los valores de la justicia y la dignidad humana en un Estados Unidos que vive una etapa de profunda injusticia económica y política.
Steinbeck escribió la novela como denuncia al sentirse “entristecido e indignado” por las condiciones de las víctimas de la Gran Depresión y, más concretamente, de los refugiados por el Dust Bowl, afirmando que:
«Quiero colocarles la etiqueta de la vergüenza a los codiciosos cabrones que han causado esto.»
Entre el resto de sus escritos destacan De ratones y hombres (1937) y Al este del Edén (1952), todos ellos, al igual que The Grapes of Wrath, llevados a la gran pantalla.

## Resumen
La narración comienza justo después de la salida de la cárcel de Tom Joad en libertad condicional por el homicidio por el que estuvo preso. En su viaje de retorno a casa cerca de Sallisaw, Oklahoma, Tom se encuentra con el expredicador Jim Casy, a quien recuerda de su infancia, y los dos viajan juntos. Al llegar a la casa de campo de la infancia de Tom, la encuentran desierta, hecho que les desconcierta y les deja confusos. Tom y Casy se encuentran con su vecino, Muley Graves, quien les cuenta que la familia Joad ha ido cerca de la casa del tío John Joad. Graves les dice además que los bancos han desalojado a todos los granjeros de sus tierras, pero que él se niega a abandonar la zona.
Tom y Casy se levantan a la mañana siguiente para ir a casa del tío John. Allí, Tom encuentra a su familia cargando con lo que queda de sus posesiones en una camioneta Hudson reconvertida; los cultivos han sido destruidos por el Dust Bowl (una serie de fuertes tormentas de polvo producto de una extensa sequía) y como resultado, la familia no ha podido pagar sus préstamos. Con la granja embargada, los Joad se aferran a la esperanza que les proporcionan los folletos distribuidos por todo Sallisaw, que describen el estado de California como una región fructífera y boyante y de altos salarios. Los Joad son seducidos por esta publicidad e invierten todo aquello que poseen para poder viajar a este territorio. La salida del estado de Oklahoma supondría para Tom la violación de su libertad condicional. No obstante, Tom piensa que este riesgo está justificado y decide trasladarse con su familia. El expredicador Casy es invitado a unirse a ellos en su marcha.
Yendo hacia el oeste por la ruta 66, la familia Joad descubre que la carretera está saturada de otras familias que pretenden lo mismo que ellos, seducidos por las mismas promesas. En los campamentos improvisados, se escuchan muchas historias acerca de otras familias, algunas de las cuales regresan de California. 
Así pues, los Joad son obligados a enfrentarse a la posibilidad de que sus perspectivas no sean las esperadas. A lo largo del camino, el abuelo Joad muere y es enterrado en el campo; la abuela Joad muere justo antes de llegar a la frontera del estado californiano, y tanto Noah (el mayor de los hijos) y Connie (el marido de la hija de los Joad que se encuentra embarazada, Rose of Sharon) se separan de la familia. Los restantes miembros de la familia, encabezados por la madre, se dan cuenta de que no tienen otra opción más que seguir adelante, pues no les queda nada en Oklahoma.
Al llegar, se encuentran con un exceso de oferta de mano de obra, lo que echa por tierra sus esperanzas de obtener un salario decente y les muestra también la ausencia total de derechos de los trabajadores. Las grandes corporaciones del sector agrícola perjudican indiscriminadamente a los pequeños agricultores, que sufren la constante caída de los precios de sus productos. Una pequeña esperanza se presenta en Weedpatch Camp, uno de los campamentos limpios y bien equipados que permanecen en funcionamiento gracias a la Administración de Reasentamiento, gracias al New Deal, que ha establecido programas de ayuda para los inmigrantes, pero el dinero y el espacio disponible es insuficiente para todos los necesitados. Como entidad federal, el campamento se encuentra fuera de los límites del estado californiano, cuyos habitantes acosan y provocan a los recién llegados.
En respuesta a la explotación de los trabajadores, algunas personas tratan de organizar a los propios trabajadores en un sindicato, incluido Casy, que había visitado la cárcel tras declararse culpable de una agresión a uno de los acosadores de la tierra, delito que nunca cometió. El resto de los miembros de la familia Joad trabajan como esquiroles en los campos de melocotoneros, mientras Casy participa en una huelga que finalmente acaba de forma violenta. Tom Joad es testigo del asesinato de Casy y mata a su vez a su agresor, convirtiéndose en fugitivo. Los Joad dejan entonces la recolección de fruta en los campos de melocotoneros con destino a las plantaciones de algodón, donde Tom sufre el riesgo constante de ser identificado.
Tom se despide entonces de su madre, prometiendo que no importa dónde vaya, que siempre será un defensor incansable de los oprimidos. Cuando llega la época de lluvias, la cabaña de los Joad se inunda y les obliga a trasladarse una zona más elevada.

## Personajes
- Tom Joad: protagonista de la historia, es el segundo hijo de la familia Joad, de idéntico nombre que su padre. Más adelante, toma el liderazgo de la familia Joad a pesar de su juventud.

- Mamá Joad:  pragmática y de buenas intenciones, trata de mantener a la familia unida. Es una mujer fuerte, resiliente y feminista. Sus acciones son determinantes para el bienestar de la familia y de otros personajes.[3] Su nombre no aparece nunca en la novela, aunque se sugiere que su nombre de soltera era Hazlett.

- Thomas Joad Sr., también llamado Papá Joad: tiene 50 años, incansable trabajador y hombre de familia. Se convierte en un hombre destrozado cuando pierde a sus padres, su medio de vida y sustento de su familia, lo que obliga a mamá Joad a asumir el liderazgo de la familia.

- Tío John Joad: hermano mayor de papá Joad (Tom lo describe como “un joven cerca de los 60”, aunque más tarde el narrador cuenta que su edad es de 50), se siente responsable de la muerte de su joven esposa años atrás cuando ignoró sus súplicas por visitar a un médico, pues pensaba que solo tenía un simple dolor de estómago, cuando en realidad padecía de apendicitis. Lleno de culpa, se da a la bebida y a las prostitutas.

- Jim Casy: expredicador que perdió la fe después de realizar el acto sexual varias veces con miembros voluntarios de su iglesia y percibir que la religión no tiene consuelo o respuesta a las dificultades que experimentan las personas en esa época. Se basa en la figura de Ed Ricketts, amigo personal de Steinbeck.

- Al Joad: el segundo hijo más joven, un "sabelotodo" de dieciséis años de edad, que se preocupa sobre todo de los coches y de las chicas; admira a Tom, pero comienza a encontrar su propio camino.

- Rose of Sharon Joad Rivers: la hija y adolescente soñadora de dieciocho años de edad, que se desarrolla a medida que avanza la novela para convertirse en una mujer madura. Simboliza la regeneración cuando ayuda al extraño hambriento.[4]

- Connie Rivers: el marido de Rose of Sharon. Joven e ingenuo, se siente abrumado por las responsabilidades del matrimonio y la parternidad inminente. Se dice de él en la novela que tiene diecinueve años justo en su primer encuentro con Tom antes de partir hacia California.

- Noah Joad: el hijo mayor, que es el primero en dejar voluntariamente la familia, eligiendo permanecer cerca del río Colorado y sobreviviendo gracias a la pesca. Sufre extrañas secuelas de nacimiento, y parece tener ligeras dificultades en el aprendizaje.

- William James Joad o simplemente Abuelo Joad: abuelo de Tom. Su nombre completo es William James Joad. Es reticente a marcharse y expresa su firme deseo de permanecer en Oklahoma.

- Abuela Joad: es la mujer del abuelo Joad, de fuertes convicciones religiosas.

- Ruthie Joad: la hija menor de los Joad, de doce años de edad. Se siente muy unida a su hermano Winfield.

- Winfield Joad: el hijo menor de la familia, de diez años de edad. Se siente muy unido a su hermana Ruthie.

- Jim Rawley: director del campamento de Weedpatch. Muestra un sorprendente favoritismo por los Joad.

- Muley Graves: el vecino de los Joad en Oklahoma. Es invitado a acompañar a los Joad hacia California pero rechaza la propuesta. Dos de los perros de la familia Joad son dejados a su cargo.

- Ivy y Sairy Wilson: gente de Kansas en situación similar a los Joad. Comparten posteriormente el viaje con el resto de la familia hasta la frontera con California. Se da a entender que Sairy está demasiado enferma para continuar.

- Sr. Wainwright: el padre de Aggie Wainwright y marido de la Señora Wainwright. Se preocupa por su hija de dieciséis años.

- Sra. Wainwright: madre de Aggie Wainwright y esposa del Señor Wainwright. Ayuda en el parto de Rose of Sharon junto con su madre.

- Aggie Wainwright: es la hija del Sr. y la Sra. Wainwright, de dieciséis años de edad. Tiene la intención de casarse con Al. Aggie se encarga de Ruthie y Winfield cuando Rose of Sharon se pone de parto. Apenas tiene relación con otros personajes. Su verdadero nombre es Agnes.

- Floyd Knowles: el hombre de Hooverville que insta a Tom y Casy a unirse a las organizaciones de trabajadores. Provoca a la policía, lo que acaba traduciéndose en la detención y envío a la cárcel de Casy.

- Joe/Mike: uno de los individuos que acecha a los habitantes del campamento. Es golpeado por Floyd, disparado por Tom y noqueado por Casy en Hooverville. Afirma que Casy no lo golpeó (ya que no lo veía), pero Casy lo convence de que sí lo hizo. Es llamado Joe por el hombre con el que llega a Hooverville para preguntar por los recogedores de melocotones, pero extrañamente los demás compañeros se refieren a él como Mike.

- George: uno de los guardias de la huerta de melocotones.

- Al: cocinero de un restaurante que dirigie Mae que da pan a la familia de inmigrantes.

- Mae: camarera de un restaurante que da pan a la familia inmigrante. Más tarde les da dos caramelos por un centavo, cuando en realidad valían cada uno cinco. Recibe una propina extra por los camioneros que allí comen, tal vez para compensar las pérdidas de ingresos ocasionada por los precios de los caramelos que acaba de vender.

- Bil Bill: un camionero que almuerza en el restaurante donde Al y Mae trabajan. Él y su amigo, otro camionero, les dejan una buena propina antes de partir.

## En el cine
En 1940 el director John Ford la lleva al cine, protagonizada por Henry Fonda y Jane Darwell. El final de la película es diferente al de la novela, mientras la novela concluye con la ruptura de la familia y una especie de esperanza en el colectivismo, en la película, primero se enfatiza la necesidad de que el gobierno intervenga para que las corporaciones no exploten a los trabajadores (representado por el campamento regido por el gobierno), y después, aunque sigue vigente ese mensaje colectivo (apoyado en los monólogos de Joad y de su madre), la familia, a excepción de Joad, permanece unida y dirigiéndose a un nuevo destino.
En 2022 en la película Matilda, de Roald Dahl: el musical, Harry, el padre de Matilda, destroza el libro, que está siendo leído por Matilda.

## En la televisión
- El título del capítulo "The Crepes of Wrath", de la primera temporada de la serie animada Los Simpson, es una referencia al título de la novela. Además, en otro capítulo el personaje de Nelson Muntz presenta en la escuela un trabajo llamado "Las uvas de la ira", un racimo de uva que, momentos después, machaca con una maza de madera.
- En el capítulo 15 de la segunda temporada de "Malcolm in the Middle", Malcolm menciona haber leído el libro como parte de sus actividades de su clase krelboyne.
- En la serie animada South Park, en el capítulo "Over Logging", se parodia a Las uvas de la ira con la desaparición de la Internet, lo que provoca que miles de familias emigren a Silicon Valley en busca de una conexión a la red.[5]
- El capítulo 4 de la temporada 2 de la serie Boy Meets World hace honor al libro, cuando el protagonista (Cory Mathews) se inspira en el libro para luchar por sus derechos como estudiante de preparatoria.
- En la película Matilda, de Rohald Dahl: El musical, Harry, el padre de Matilda, destroza el libro, que está siendo leído por Matilda.